# Soba

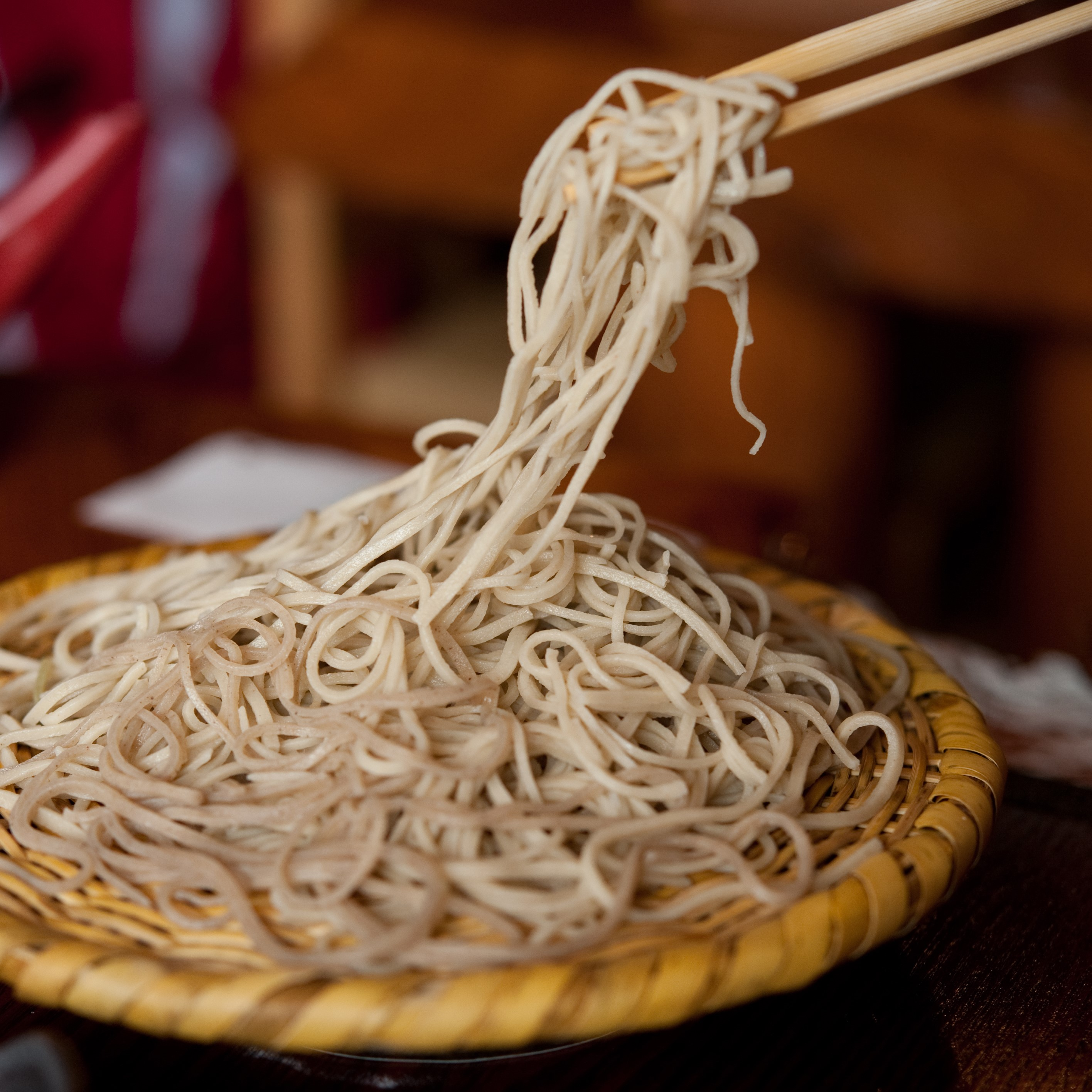
Mori soba

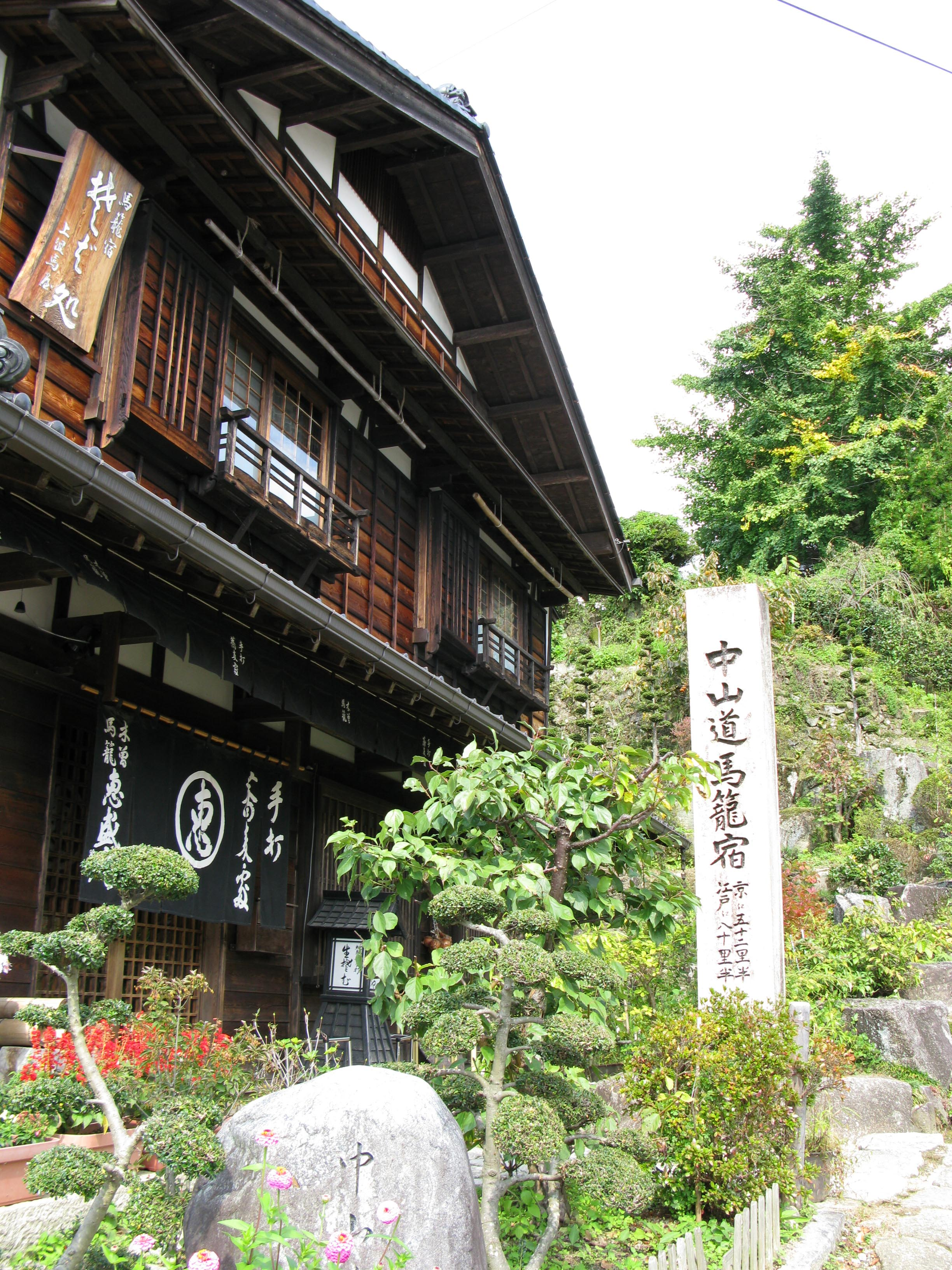
Tradizionale ristorante di soba

La soba (蕎麦?) è una pasta di grano saraceno avente forma simile ai tagliolini o agli spaghetti, tipica della cucina giapponese. Viene mangiata sia fredda che calda ed è solitamente servita con varie guarnizioni e condimenti. Il piatto standard è la kake soba (soba in brodo), in cui i tagliolini vengono immersi in un brodo bollente chiamato tsuyu fatto con dashi, mirin e salsa di soia, guarnito con fettine di negi (cipolletta). La soba più famosa è chiamata Shinano Soba o Shinshu soba, e proviene dalla prefettura di Nagano.

## Origine del termine
Soba è anche la parola giapponese per il grano saraceno. Chicchi di grano saraceno arrostiti possono essere usati per produrre un tè di grano chiamato sobacha, che può essere servito caldo o freddo. I baccelli di grano saraceno (sobagara) sono usati come imbottitura per i cuscini.
Occasionalmente si usa il termine soba per riferirsi a pasta giapponese fatta con il frumento. Alcuni ramen vengono chiamati chūka soba o shina soba (entrambe le parole significano "spaghetti cinesi"). La chūka soba precotta è usata per preparare la yakisoba, tagliolini sauté di frumento. La pasta della Soba di Okinawa ha uno spessore intermedio tra quelli di ramen e udon. Questi piatti vengono tradizionalmente chiamati soba anche se non sono fatti di grano saraceno.

## Origine del piatto
La soba è un piatto tipico giapponese, nato nel periodo Edo. Alcuni ritengono che sia stato importato dalla Cina, ma non è così: il piatto simile alla soba importato dalla Cina sono i ramen.

## Ingredienti dell'impasto
L'impasto viene fatto con acqua e farina, e la soba migliore è quella fatta a mano. La soba fatta con il 100% di farina di grano saraceno tende a sminuzzarsi, vengono quindi spesso aggiunte percentuali che vanno dallo 0 al 60% di farina di frumento.
La soba ni-hachi ("due-otto") consiste di due parti di farina di frumento e otto di farina di grano saraceno.

## Consumo
In Giappone la soba viene mangiata con i bastoncini ed è considerata un cibo popolare e veloce sia da preparare che da consumare. Si può trovarla sia nelle stazioni dei treni, in appositi locali dove viene consumata in piedi, sia in ristoranti esclusivi e dedicati. Nei supermercati è possibile acquistarla precotta assieme a buste di brodo già pronto (tsuyu) per facilitarne la preparazione in casa, o soba essiccata da bollire come la pasta secca.

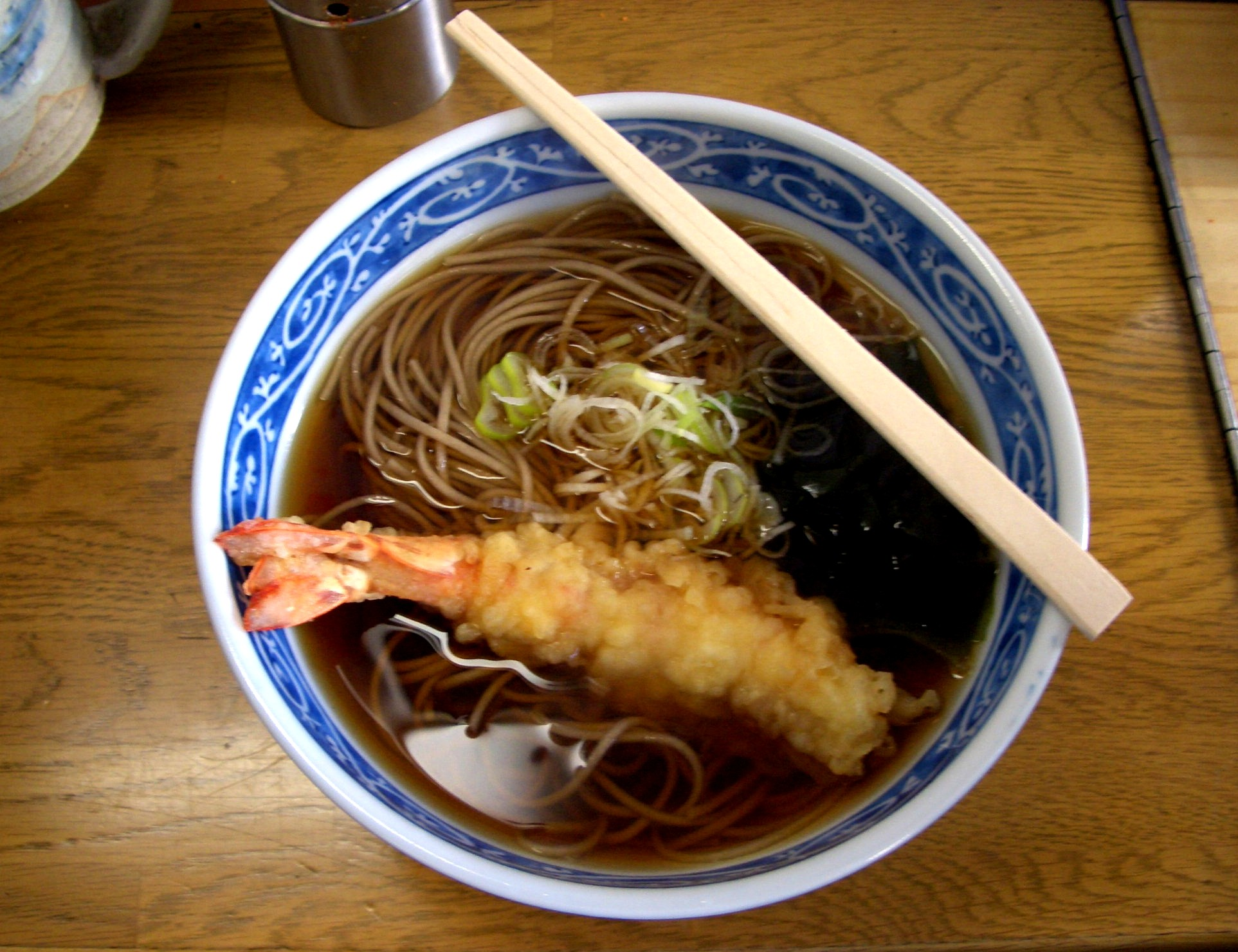
Tempura soba

Come molta della pasta giapponese, anche la soba è spesso servita fredda in estate e calda in inverno. La Toshikoshi Soba simboleggia longevità e viene tradizionalmente mangiata sia fredda che calda solo il 31 dicembre. Le guarnizioni sono scelte secondo la stagione e per bilanciare altri ingredienti; in genere vengono aggiunte senza essere troppo cucinate, sebbene alcune vengano fritte. Molti di questi piatti possono anche essere preparati con gli udon.

### Soba calda in brodo
In Giappone è tradizionalmente considerato educato sorbire rumorosamente (la parola giapponese per questo è tsuru-tsuru) la soba calda in modo da raffreddarla se la si mangia velocemente. In casa viene di solito preparata bollendo il brodo già pronto (tsuyu) ed immergendovi a scaldare la soba precotta; viene quindi servita in apposite scodelle con l'eventuale aggiunta di condimenti a piacere come il peperoncino, il negi ecc. Di seguito, alcuni dei piatti più comuni di soba calda:
- Kake soba (掛け蕎麦) - Guarnita con negi tagliato sottile e, a piacere, con una fetta di kamaboko (pesce frullato e cotto). Lo tsuyu per la kake soba è più diluito di quello usato per la soba fredda.[2]
- Kitsune soba (in Kantō) o Tanuki soba (nel Kansai) - Guarnita con aburaage (tofu fritto).[2]
- Tempura soba (天麩羅蕎麦) - Guarnita con vari tipi di tempura, specialmente di gamberetti, si mangia anche fredda.[2]
- Tanuki soba (in Kantō) o Haikara soba (nel Kansai) - Guarnita con tenkasu (pezzettini di pastella di tempura fritta), si mangia anche fredda.[2]
- Tsukimi soba - Letteralmente: tagliolini della luna. Guarnita con uovo crudo, che galleggia nel brodo caldo e assomiglia alla luna.[2]
- Tororo soba - Guarnita con tororo, la purea di nagaimo (patata dolce), si mangia anche fredda.[2]
- Wakame soba - Guarnita con wakame (un'alga verde scuro).
- Sansai soba - Servita con delle verdure di campo cotte tipiche della cucina giapponese (sansai), come il tara no me (germoglio di aralia elata), il warabi (germoglio di felce aquilina) ecc.[2]
- Nanban soba - servita con porri, a cui spesso si aggiunge pollo (Tori nanban soba) o anatra (kamo nanban soba).

### Soba fredda

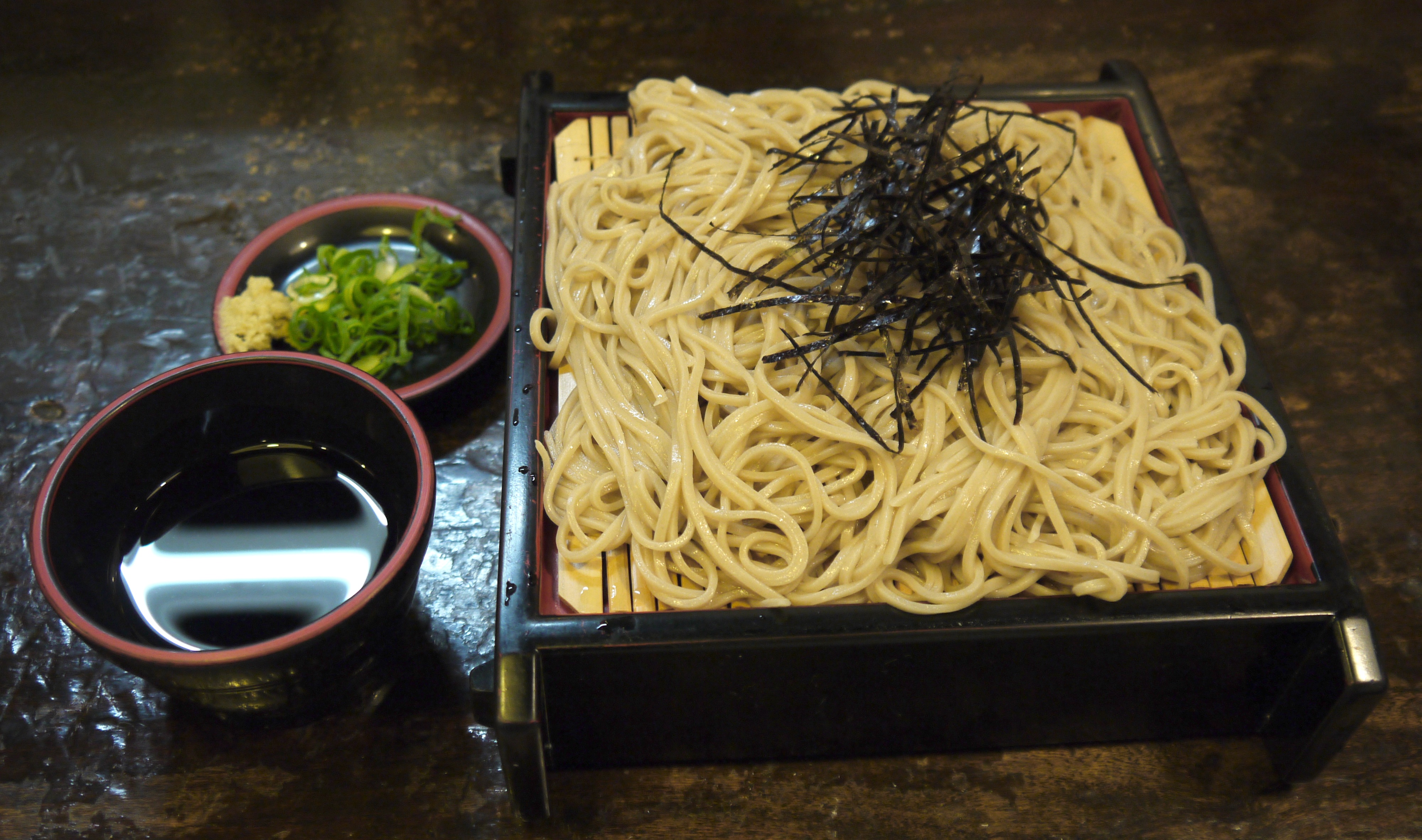
Zaru soba

La soba fredda viene servita con un'apposita versione più concentrata del brodo tsuyu chiamato men-tsuyu, servito a parte in apposite scodelle. Di seguito, alcuni dei piatti più comuni di soba fredda:
- Zaru soba (笊蕎麦) - La maniera più famosa per consumarla fredda è la zaru soba, nella quale i tagliolini essiccati vengono prima bolliti e poi raffreddati sotto l'acqua fredda, vengono poi serviti su piatto fatto con strisce di bamboo intrecciate a graticola, chiamato zaru. Usando i bastoncini, il commensale prende una piccola quantità di soba dal piatto e la immerge nella scodella del men-tsuyu freddo. Di solito, nello tsuyu si aggiungono sottili striscioline di nori (alga essiccata), wasabi grattugiato o in pasta, e negi. Questo piatto è popolare nei mesi estivi. Molto spesso, dopo aver consumato la soba si beve il liquido rimasto nella scodella con l'aggiunta di acqua di cottura dei tagliolini. In mancanza del tradizionale zaru, in casa lo si sostituisce con uno scolapasta.
- Mori soba (盛り蕎麦) - È la più elementare tra le soba e si differenzia dalla zaru soba per la mancanza delle alghe nori. Viene bollita, raffreddata e servita su un piatto o sullo zaru (griglia di bamboo piatta) e accompagnata dalla tsuyu, la salsa fredda in cui immergerli,[2] solitamente una forte miscela di dashi, mirin, e soia. Mangiata con il wasabi.
- Bukkake soba (ぶっかけそば) - servita con vari condimenti sparsi sopra, dopo di che il commensale vi versa del brodo; tra i condimenti vi possono essere:
  - tororo - purea di nagaimo
  - oroshi - daikon (una specie di grossa rapa) grattugiato
  - nattō - appiccicosi semi di soia fermentati.
  - okra - gombo fresco tagliato a fettine
- Soba maki - Avvolta nel nori e preparata come il makizushi.

## Varietà di soba
Per provenienza

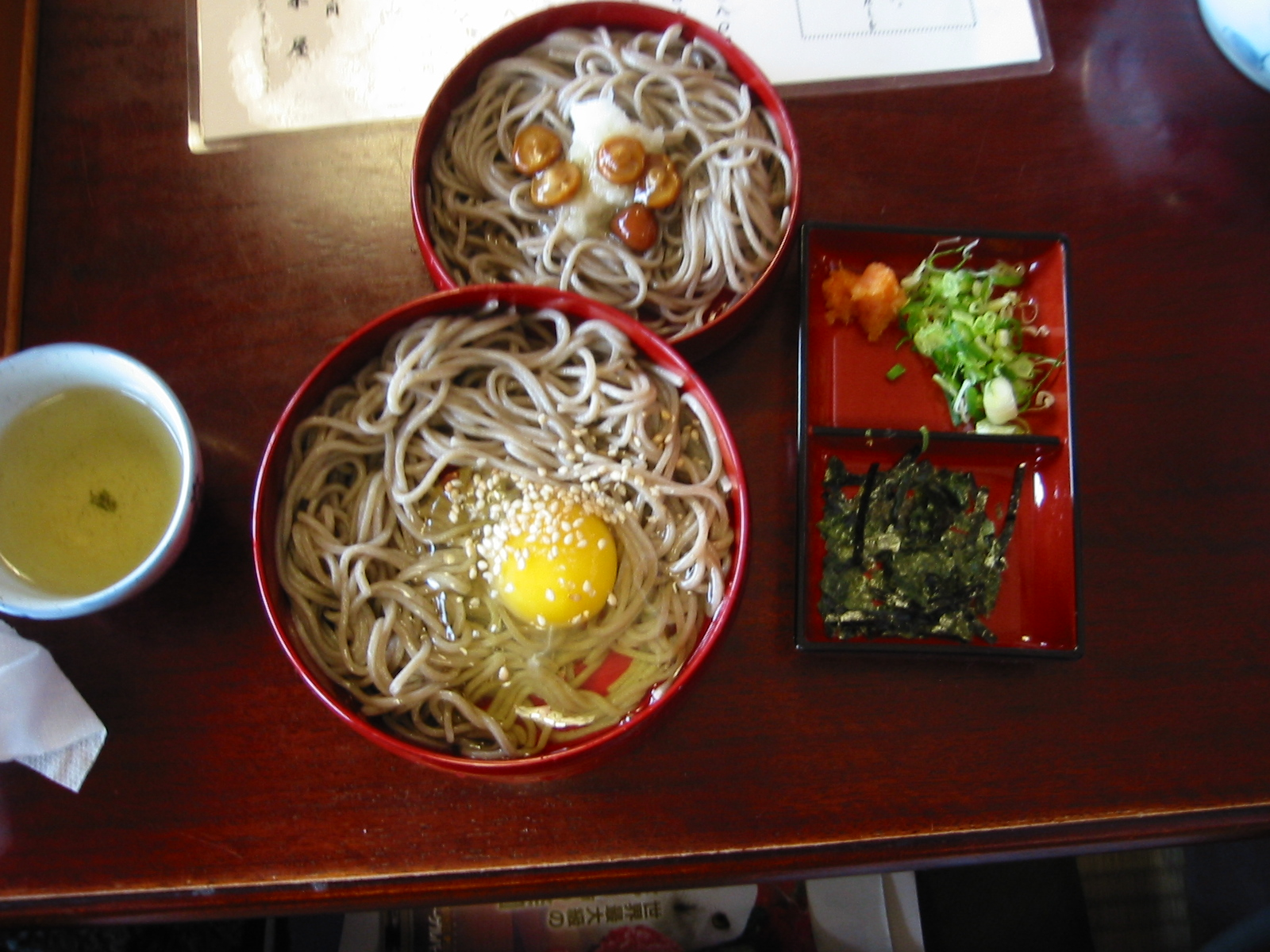
LIzumo soba prende il nome dalla città di Izumo, prefettura di Shimane

- Etanbetsu soba - dal nome della regione centrale dell'Hokkaidō (la città di Asahikawa)
- Okinawa soba - da Okinawa e, più in generale, dalle isole Ryukyu; preparata con il maiale
- Shinano soba - dal nome di Shinano nella prefettura di Nagano
- Shinshu soba - dal nome della zona meridionale di Nagano
- Izumo soba - dal nome di Izumo nella prefettura di Shimane

Per ingredienti
La soba che si trova normalmente nei supermercati contiene percentuali variabili di farina di grano saraceno e di frumento.

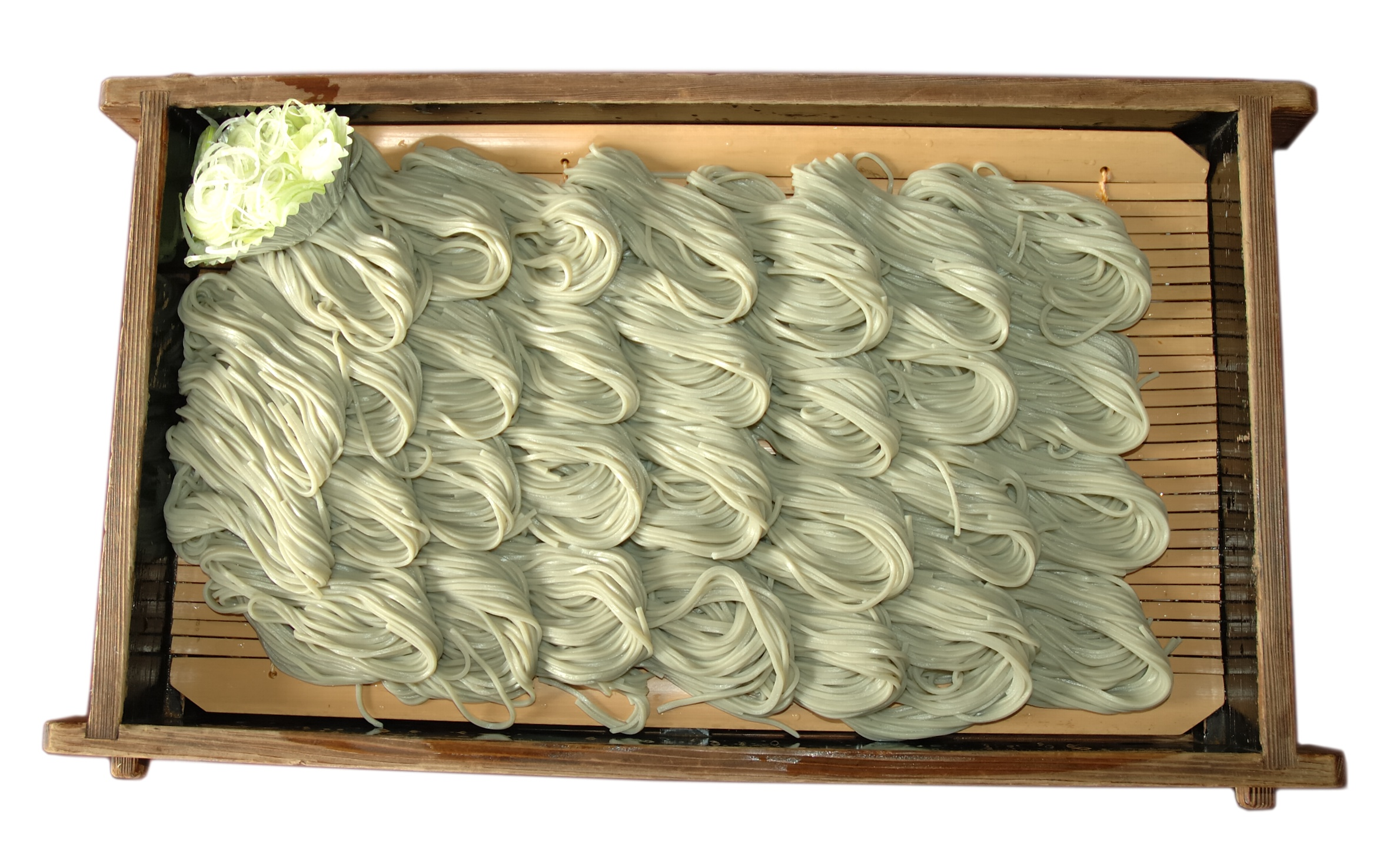
Hegi soba

- Cha soba - insaporita con tè verde in polvere
- Hegi soba - insaporita con alghe
- Inaka soba (田舎蕎麦) - (soba di campagna) spessa e fatta con grano saraceno integrale
- Mugi soba - insaporite con yomogi (蓬), artemisia princeps
- Ni-hachi soba - (soba due-otto) con 20% di farina di frumento e 80% di farina di grano saraceno
- Sarashina soba (更科蕎麦) - sottile, leggermente colorata, fatta con grano saraceno raffinato
- Tororo soba o Jinenjo soba - insaporita con nagaimo, farina di patata dolce selvatica
- Towari soba o Juwari soba - con 100% di farina di grano saraceno

## Diffusione all'estero
I soba sono piuttosto popolari nella città di Campo Grande (in Brasile), dove vivono molti giapponesi immigrati da Okinawa. Vengono mangiati nei mercati cittadini o in speciali ristoranti chiamati sobarias.